# Felices dieciséis
Felices dieciséis (en inglés: Sweet Sixteen) es una película dirigida por Ken Loach y estrenada en 2002.

## Argumento
Liam está a punto de cumplir 16 años. Vive en un lugar bastante decadente cerca de Glasgow, donde se siente con fuerza la crisis de los astilleros. Su madre, Jean, está en la cárcel, y ahora va a ir a verla junto con su padrastro, Stan, y su abuelo. Stan fuerza a Liam a entrar de matute paquetitos de droga a la cárcel escondiéndolos en su boca, porque así podrá venderlos a los otros prisioneros a través de la ex-adicta Jean. Pero Liam se niega a hacerlo, porque no quiere que pillen a su madre. A causa de su negativa los dos hombres le arrastran de vuelta, dándole una paliza por el camino, y además lo echan del piso que comparten. Liam busca refugio en su hermana Chantelle, quien ya tiene un hijo de nombre Calum. Ella se desvive por su hermano, pues desprecia a su madre. 
Lo que Liam quiere por encima de todo es darle una nueva vida a su madre tras la excarcelación, que tendrá lugar un día antes de sus cumpleaños. Con tal de encontrar una caravana con vistas al Clyde, está dispuesto a hacer lo que sea para realizar ese sueño. Pero es evidente que no va a reunir las 6000 libras necesarias sólo con su habitual contrabando de cigarrillos.
Pero entonces se le ocurre una idea disparatada: hurtándole la heroína a su padrastro, decide venderla él mismo. Su mejor amigo, Pinball, le ayuda. Por eso, Liam entra en contacto con los grandes traficantes, los que husmean la oportunidad. Camuflado como repartidor de pizzas, Liam desarrolla el negocio más fácil. Así, Liam acaba de ser aquello por lo que tanto desprecia a su padrastro: un narcotraficante.
Pinball, en cambio, prende fuego a la caravana de Liam, vengándose por no caer bien a los jefes – y conduce el coche deportivo del jefe traficante al gimnasio elegante. Le ofrecen una habitación enteramente nueva y habilitada a Liam por su madre, en caso de que cumpla con la contraprestación de acabar con Pinball – lo que no le achanta en absoluto.
Al recoger a su madre tras la excarcelación, Liam le sorprende por la habitación nueva. A pesar de todo, aguantándolo solo por una noche, ella vuelve a Stan la mañana siguiente. Liam sale por retirar a su madre. Al ser provocado a ultranza, el Liam desmelenado acuchilla a su padrastro. 
Al rato, un Liam muy desilusionado está dando una vuelta por la orilla del Clyde cuando su móvil suena. Su hermana le cuenta que la policía anda buscándolo y que ya han ido a hablar con ella. Liam se da cuenta de que ha fracasado y está atrapado en el mismo círculo vicioso que su madre y padrastro.

## Temas
Ken Loach se adentra en el mundo del tráfico de drogas y las mafias que lo sustentan, y la mayor penetración de este negocio en barrios marginales y entornos de precariedad laboral y ausencia de oportunidades.